# Bzenec-Olšovec (železniční zastávka)
Bzenec-Olšovec je zastávka, která se nachází u bzenecké místní části Olšovec. Jedná se o zastávku na jednokolejné železniční trati Bzenec – Moravský Písek, která se nachází v km 80,100 mezi stanicemi Bzenec a Moravský Písek. Kolem zastávky prochází rovněž dvoukolejná trať Brno – Veselí nad Moravou, na ní však tato zastávka neleží.

## Historie
Trať, na které zastávka leží, byla dána do provozu 20. července 1884 jako lokálka z dnešní stanice Moravský Písek na Severní dráze císaře Ferdinanda do Kyjova. V roce 1887 byla zprovozněna trať ze Bzence přes Veselí nad Moravou do Kunovic a v místě pozdější zastávky byla vybudována odbočka, kde se jednokolejná trať od Bzence dělila na jednokolejky směr Moravský Písek a Veselí nad Moravou. Až v roce 1938 došlo ke zdvoukolejnění úseku Bzenec – Veselí nad Moravou a souběžně s ním vedla do Olšovce, kde se oddělila, traťová kolej Bzenec – Moravský Písek. Zastávka Bzenec-Olšovec pak na této trati vznikla až na podzim 1993.
V rámci připravované rekonstrukce traťového úseku Kyjov – Veselí nad Moravou, která se očekává v letech 2023–2025, dojde k výstavba přeložky trati mezi Bzencem a Veselím nad Moravou umožňující rychlost 160 km/h. Z tohoto důvodu bude i zastávka Bzenec-Olšovec vybudována v nové poloze, což si vyžádá prodloužení stávajícího chodníku do zastávky.

## Popis zastávky
V zastávce je úrovňové nástupiště o délce 45 m, výška nástupní hrany se nachází 300 mm nad temenem kolejnice. Přístup na nástupiště je pomocí betonové lávky. Cestujícím slouží zděný přístřešek. Zastávka má elektrické osvětlení, není zde k dispozici staniční rozhlas.